# 帕兹马尼·彼得天主教大学
帕兹马尼·彼得天主教大学（匈牙利语：Pázmány Péter Katolikus Egyetem, PPKE）是一所位于匈牙利布达佩斯的私立大学，隶属于罗马天主教会，由大主教帕兹马尼·彼得于1635年在匈牙利王国（今斯洛伐克的特尔纳瓦）建立。
该大学位于两个城市：校长办公室、神学院、法学院、信息技术学院和教会法研究生院位于布达佩斯。Vitéz János教学学院的校园位于埃斯泰尔戈姆，就在埃斯泰尔戈姆大教堂对面。人文学院于1994至2020年底在布达佩斯附近的Piliscsaba开设了一个校区，之后将其部门和课程迁至布达佩斯。
近8000名学生就读于该大学，就读于多个学士、硕士和博士课程。